# 穆斯塔法帕夏 (埃及)

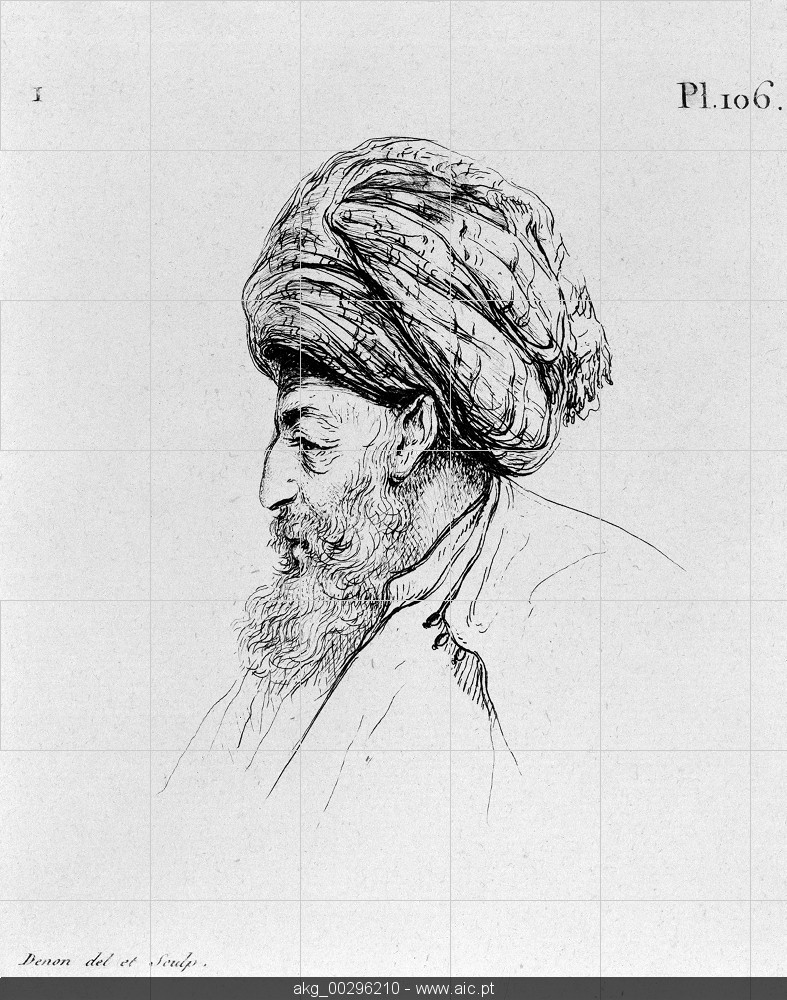
穆斯塔法帕夏，阿布基尔战役中的土军指挥官

穆斯塔法帕夏是奥斯曼帝国的一名指挥官，他在埃及抗击拿破仑·波拿巴率领的法军。他在1799年6月25日打输了阿布基尔战役。